# Monhystera longissimecaudata
Monhystera longissimecaudata är en rundmaskart som beskrevs av Hans August Kreis 1935. Monhystera longissimecaudata ingår i släktet Monhystera och familjen Monhysteridae. Arten är reproducerande i Sverige. Inga underarter finns listade i Catalogue of Life.